# Neo-Arcadia
Neo-Arcadia était une salle d'arcade toulousaine ouverte le 29 septembre 2008, inspirée par les game centers japonais.
La salle a fermé en juin 2015.

## Histoire
À l'origine, Neo-Arcadia est un site francophone de jeu vidéo consacré aux jeux d'arcade ouvert en 2002 par Romain Durand. Regrettant que les salles d'arcade françaises soient mal entretenues et non tenues par des passionnés, Romain Durand et son frère décident d'ouvrir une salle de jeu à Toulouse le 25 septembre 2008, inspirés par les salles d'arcade japonaises comme celles d'Akihabara,. Soutenue par l'association Neo-Arcadia SWGA, Neo-Arcadia importe ses machines directement du Japon, et vend des bornes à d'autres salles françaises ainsi qu'aux particuliers.  La salle reçoit le prix de la meilleure salle de jeux de France de 2009 à 2014 et inspire par son succès l'ouverture d'autres salles du même genre en France,.
La salle ferme le 12 juin 2015.

## Concept
La salle, d'une superficie de 100m², proposait toutes sortes de jeux, des jeux de course aux jeux musicaux, proposant parfois des bornes exclusives en Europe,. Des tournois étaient organisés régulièrement, principalement de jeux de combat et de Dance Dance Revolution.